# Мухаммад ибн Юсуф ас-Сануси
Имам Абу́ ‘Абдулла́х Муха́ммад ибн Ю́суф ас-Сану́си (араб. أبو عبد الله محمد بن يوسف السنوسي‎; 1426, Тлемсен — 1490, Тлемсен) — североафриканский исламский богослов, мутакаллим, суфий, факих, хадисовед, чтец Корана. Автор многочисленных работ по ашаритскому вероубеждению, рациональному богословию и др.

## Биография
Его полное имя: Абу ‘Абдуллах Мухаммад ибн Юсуф ибн ‘Умар ибн Шу‘айб ас-Сануси ат-Тилимсани аль-Хасани (араб. محمد بن يوسف بن عمر بن شعيب السنوسي التلمساني الحسني‎). Нисба ат-Тилимсани означает, что он родом из города Тлемсен (совр. Алжир), а аль-Хасани — что он потомок внука пророка Мухаммада, Хасана ибн Али.
Мухаммад ас-Сануси родился в Тлемсене. Точная дата его рождения не известна, но большинство историков считает, что он родился после 1426 года.
Образование начал под руководством своего отца. Изучал Коран, арабский язык, арифметику, правила наследования и другие дисциплины. Уже в детстве выделялся среди учеников. Среди его учителей были: Абу-ль-Хасан ат-Талюти (дядя, с которым он прочитал «ар-Рисаля» Ибн Абу Зейда аль-Кайравани), Мухаммад ибн ‘Аббас (вероубеждения, логика), Абу-ль-Касим аль-Канабиши (акида), Наср аз-Завави, аль-Джалляб (фикх), Абу-ль-Хасан аль-Каласади аль-Андалуси (правила наследования, математика), Абу-ль-Хаджадж Юсуф аль-Хасани (кираат), Мухаммад ибн Тузат, Абу ‘Абдуллах аль-Хабзаб (астрономия), аль-Хасан Абракан ар-Рашиди и др. От некоторых учителей получил право преподавания книг (иджазы). Во время пребывания в Алжире изучал хадисоведение под предводительством Абу Зейда ‘Абду-р-Рахмана ас-Са‘алиби, а затем в Оране последовал за учением известного суфия Ибрахима ибн Мухаммада ат-Тази.
Имам ас-Сануси обладал кротким нравом и огромным терпением. Запрещал воспитателям бить детей, испытывал сострадание к животным, рекомендовал смотреть под ноги, чтобы случайно не убить насекомое. Будучи склонным к аскетизму, он совершал ночные бдения, постился через день и редко покидал своё жилище. Прославился своей практикой истихары, которая позволяла ему во время сна получать ответы на вопросы. Из-за его дара умения истолковывать сны, к нему стекались люди со всей страны.
Имам ас-Сануси достиг высоких результатов в религиозных, особенно мистических науках. У него было множество учеников, среди которых: Мухаммад ибн ‘Умар аль-Маляли (автор обширной биографии о жизни ас-Сануси под названием «аль-Мавахиб аль-кудсийя фи манакыб ас-санусийя»), Абу-ль-Касим аз-Завави, Ибн ‘Аббас ас-Сагир, Ибн Абу Мадейн, Ибн Са‘д ат-Тилимсани, Валиуллах Мухаммад аль-Каль‘и, Ибн аль-Хадж аль-Байдари, Яхья ибн Мухаммад и др. Он продолжал преподавать в мечети, пока не вынужден был из-за болезни прекратить занятия.
Умер в Тлемсене после десяти дней болезни, приковавшей его к постели. Датой его смерти называют воскресенье, 18 джумада аль-ахира 895 года хиджры (18 мая 1490 г.) в возрасте около 64 лет. Вскоре на его могиле в аль-Уббаде (Сиди-Бу-Медине) была воздвигнута гробница (кубба) прямоугольной формы, покрытая блестящими зелёными тканями. В ней находились могилы ас-Сануси и его сводного брата ат-Талюти, который умер вскоре после смерти ас-Сануси. Сообщается, что у него якобы была ещё одна могила возле Авлад Хамму, в результате чего он получил имя Бу Кабрин.
Имама ас-Сануси прозвали Зу ль-Вакфа («хозяин засухи») из-за чуда, описанного Ибн Марьям, в его «Бустане». Каждую зиму, когда зерновые были ещё зелёными, народ Тлемсена раздавал угощения (ва‘да) беднякам и незнакомцам возле гробницы ас-Сануси. В конце трапезы совершалась общая молитва о ниспослании дождя.
Память о нём увековечивают не менее двух мечетей Тлемсена, одна из которых, как сообщается, была построена на месте дома, где он родился, в квартале Бану Джумля. Обе мечети были богато украшены.

## Сочинения
На протяжении веков труды ас-Сануси оставались источником вдохновения и изучения. Его три книги по акиде предназначены для начального, среднего и продвинутого уровня. Труды ас-Сануси распространились в Западной Африке благодаря торговым связям, хорошо налаженным с этим регионом, особенно благодаря среде учёных, таких как семья Ахмада Бабы из Тимбукту (XVI в.) в Мали, и Усману ибн Фуди (‘Усману дан Фодио) на севере Нигерии (XVIII в.). В Алжире к трудам ас-Сануси были написаны различные комментарии учёных, таких разных как аль-Варсилани (ум. 1779), Абу Рас (ум. 1823) и т. д. Известный поэт Ибн Амсаиб (ум. 1768) использовал тему посещения могилы ас-Сануси и был похоронен рядом с ним. В начале XX века Ибн Бадис использовал сочинения аc-Сануси для своего комментария к Корану.
До начала XX века преподавание логики в Фесе велось по книге «Мухтасар аль-мантык»; калам — по трём книгам по акиде и краткой «Сугре» с комментариями (шархами); а богословие — по «Сугре» и подстрочнику (хашияту) аль-Юси на «Кубру» (араб. العقيدة الكبرى‎). В XVII веке «‘Акида ас-Сугра» распространилась через Западную Африку в Нигер под названием каббе. В арабской литературе Западной Африки стали появляться многочисленные комментарии (шарх) и подстрочники (хашия). Особенно много комментариев к «Сугре», которую чаще всего называли «Умм аль-Барахин» (араб. أم البراهين‎). Эта книга является одной из самых известных книг по мусульманскому вероубеждению. Известно более шестидесяти комментариев и большое количество подстрочников к ней.
В Египте труды ас-Сануси преподавали в университете аль-Азхар, особенно с комментариями аль-Фадали (ум. 1821 г.) и его ученика аль-Баджури (ум. 1860 г.) вплоть до начала культурных и социальных реформ конца XIX — начала XX века. Мухаммад ‘Абдо часто цитирует его, и именно ас-Сануси предоставил ему три способа суждения: обязательное (аль-вуджуб), невозможное (аль-истихаля) и допустимое (аль-аджаваз). В Азии, особенно в Малайзии и Индонезии, книга «Умм аль-Барахин», также называемая «ад-Дурра», была наиболее популярной из работ, объясняющих ашаритскую доктрину о божественных и пророческих атрибутах (сифат). Копии этого сочинения часто имеют подстрочный малайский или яванский переводы.
Ниже представлен список некоторых из известных работ ас-Сануси:
- «аль-Бурхан».
- «аль-Мукаддима» (араб. المقدّمات‎) — книга по философии.
- «аль-Муршида», другое название: «аль-‘Акида ас-Санусийя аль-вуста» (араб. العقيدة الوسطى‎).
- «Нусра аль-факир» — опровержение Абу-ль-Хасана ас-Сагира аль-Макнаси (ум. в 1319).
- «Ат-Тиб ан-Набави» — книга по медицина пророка Мухаммада.
- «Шарх ан-Манзума аль-Джаза‘ира», другое название: «аль-‘Акд аль-фарид фи халли мушкилят ат-таухид».
- Комментарий к книге «аль-Исагуджи» по логике.
- Толкование двух свидетельств (шахады).
- Толкование Прекрасных имён Аллаха.
- Тафсир суры «аль-Фатиха».
- Комментарий к Сахиху аль-Бухари (не окончен)[3].